# George A. Jervis
George Amede Jervis (* 15. August 1903 in Lucera, Italien; † 5. Juni 1986 in Stony Point, New York, USA) war ein aus Italien stammender US-amerikanischer Mediziner. Er entdeckte 1947 die gestörte Umwandlung von Phenylalanin zu Tyrosin als Ursache für die von Ivar Asbjørn Følling erstmals beschriebene angeborene Stoffwechselstörung Phenylketonurie (PKU).

## Werdegang
Jervis schloss 1927 sein Medizinstudium in Turin ab, promovierte in Neurologie und 1932 in Mailand in Psychologie.
Ab 1934 arbeitete er in den USA. Dort war er als Psychiater tätig an der Columbia University und am Psychiatrischen Institut des Staates New York, wo er 1947 den Enzymmangel entdeckte, der ursächlich ist für die Phenylketonurie – eine genetische Störung, die zu schwerer geistiger Behinderung führt, wenn sie nicht schon im frühen Säuglingsalter behandelt wird. Er fand damit den Zusammenhang zwischen Biochemie und Genetik bei Hirnfunktionsstörungen.
Jervis war von 1962 bis 1971 Forschungsdirektor der Joseph P. Kennedy-Stiftung in Washington und von 1967 bis zu seinem Ruhestand 1973 Direktor des Instituts für Grundlagenforschung des New York State Office of Mental Retardation and Developmental Disabilities (Amt für geistige Behinderung und Entwicklungsstörungen).
Die George A. Jervis Clinic am Institut for Basic Research (IBR) in New York ist nach ihm benannt.
Er war verheiratet mit Ruth Shoemaker (1922–2017), mit der er einen Sohn und zwei Töchter hatte.

## Auszeichnungen
- 1967 Preisträger des Joseph P Kennedy International Award in Mental Retardation